# Zheng Churan
Zheng Churan (Cantón, c. 1989) es una activista de derechos de las mujeres, la comunidad LGBT y feminista china. Fue detenida junto con otros cuatro activistas en marzo del 2015, poco antes de los acontecimientos planeados para el día internacional de las mujeres. En noviembre del 2016, fue incluida en la lista de las 100 Mujeres más influyentes de la BBC.

## Protesta
En el 2015, ella y cuatro activistas más (Wei Tingting, Wang Hombre, Wu Rongrong, y Li Tingting, en conjunto conocidas como la "Pandilla de Cinco") fueron detenidos por el gobierno chino justo antes del día internacional de las mujeres, cuando planeaban ejecutar una campaña contra el acoso sexual en el transporte público. Las cinco mujeres fueron liberadas unos días más tarde.  Si hubiesen sido condenadas, las mujeres podrían haber enfrentado hasta tres años en prisión por "crear un disturbio".
La BBC destaca las contribuciones de Zheng para organizar eventos, su apoyo para los derechos de las mujeres y los derechos LGBT. También luchó para que las mujeres tuviesen licencia menstrual.